# 第54回ブルーリボン賞 (鉄道)

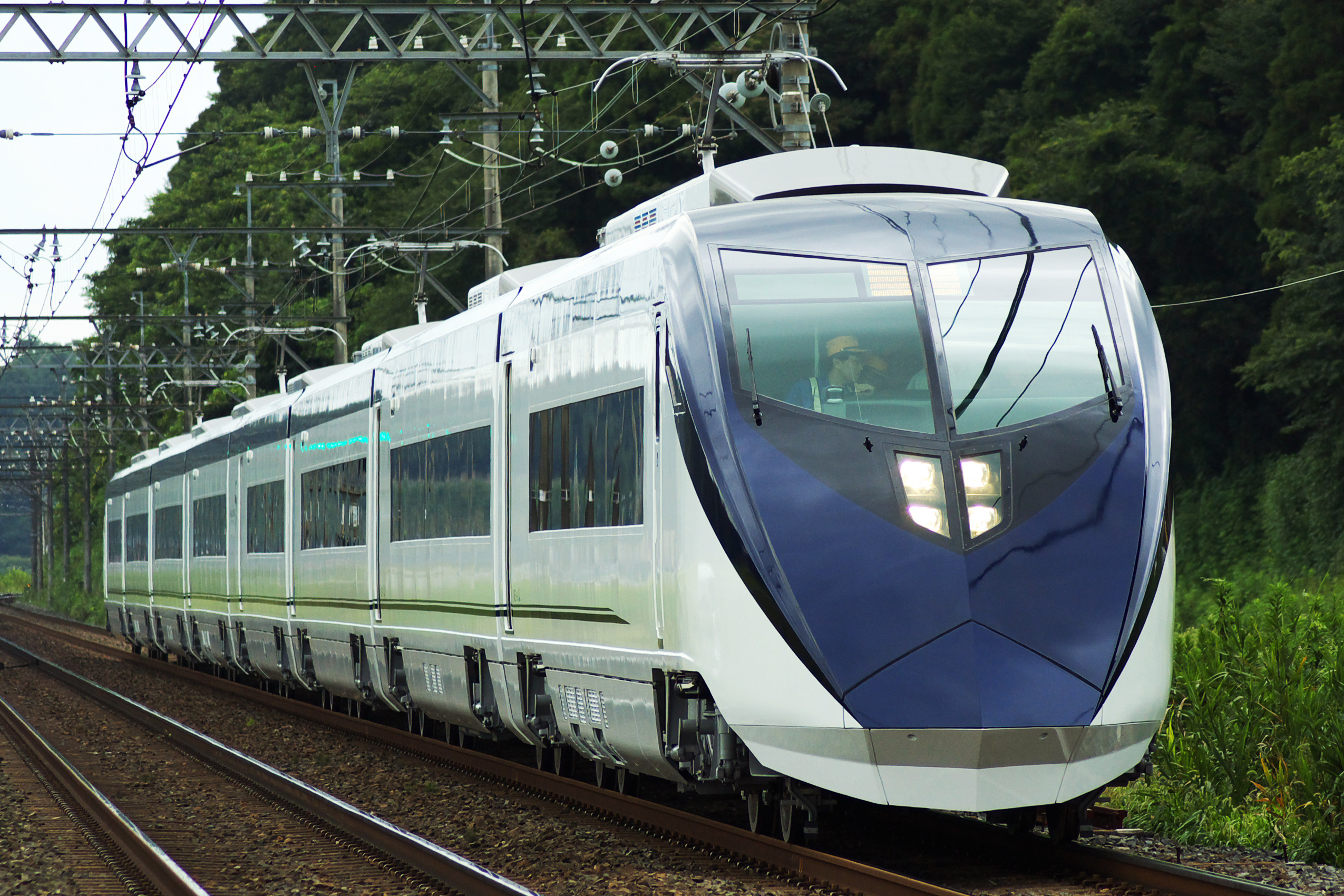
第54回ブルーリボン賞
京成電鉄AE形電車（2代）

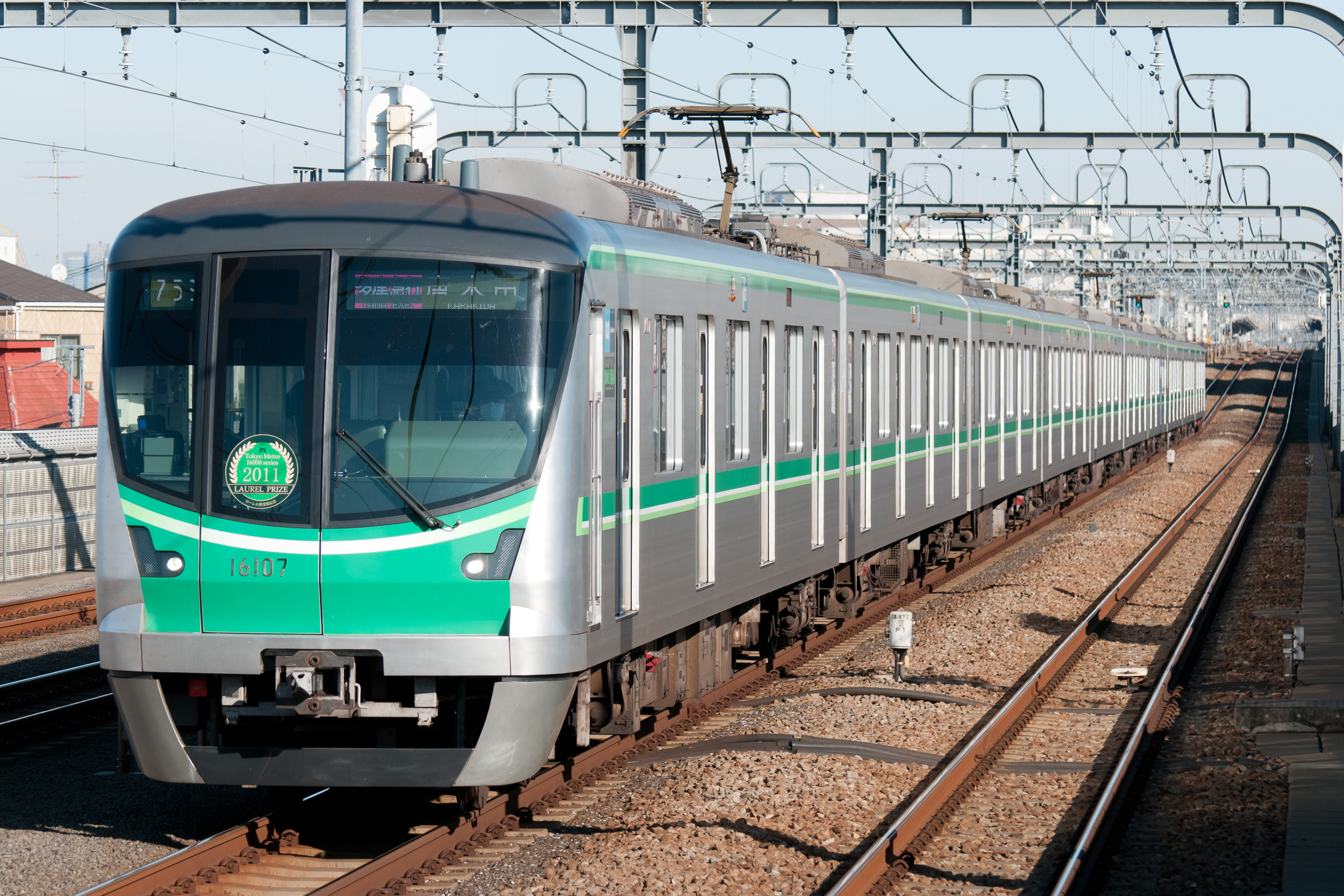
第51回ローレル賞
東京メトロ16000系電車

第54回ブルーリボン賞（だい54かいブルーリボンしょう）は、2011年に鉄道友の会が選定したブルーリボン賞である。本項では、第51回ローレル賞（だい51かいローレルしょう）についても併せて記す。

## 概要
日本国内で使用する鉄道・軌道車両のうち、2010年1月1日から12月31日までの間に日本国内で営業運転に就いた新形式車両またはそれとみなせる車両で、候補車両決定の時点で現に営業をしていることを概ねの要件とする選定候補車両9車種のなかから、ブルーリボン賞・ローレル賞各1形式が選定された。

## 選定車両

### ブルーリボン賞
- 京成電鉄 AE形電車（2代）

### ローレル賞
- 東京地下鉄 16000系電車

## 候補車両
鉄道友の会ブルーリボン賞・ローレル賞選考委員会が、候補車両とした10車種。
| 会社名         | 車両形式                 |
| -------------- | ------------------------ |
| 会津鉄道       | AT350形気動車            |
| 会津鉄道       | AT-700形・AT-750形気動車 |
| 東日本旅客鉄道 | HB-E300系気動車          |
| 京成電鉄       | AE形電車（2代）          |
| 東京地下鉄     | 15000系電車              |
| 東京地下鉄     | 16000系電車              |
| 名古屋市交通局 | 6050形電車               |
| 西日本旅客鉄道 | 225系電車                |
| 西日本旅客鉄道 | キハ189系気動車          |
| 阪神電気鉄道   | 5550系電車               |